# Galstarr
Galstarr (bis April 2021 Absztrakkt) (* 15. Oktober 1979 in Villach, Österreich; bürgerlich Claudio Naber) ist ein Rapper aus Lüdenscheid. Bekannt wurde er vor allem durch seine langjährige Zusammenarbeit mit dem Produzenten Roey Marquis II.

## Hintergrund
Themen seiner deutschsprachigen Texte sind u. a. Buddhismus, fernöstliche Lebensphilosophie, Spiritualität und Gesellschaftskritik, die er oft in Gegensatz zu textlich und visuell kriegerischen Elementen setzt. In neueren Texten thematisiert er zunehmend verschwörungstheoretische und völkische Elemente (siehe Kontroversen). Er selbst ist Buddhist und überträgt deshalb viele Erkenntnisse aus seiner Religion in seine Rapwelt. In seiner Jugend entdeckte er das erste Mal, dass sich sein Wertesystem weitestgehend mit den Lehren des Buddhismus deckt und begann damit, sich eigenes Wissen, zuerst in Form von Büchern, später mit eigenen Erfahrungen, anzueignen, da ihn die fernöstliche Kultur faszinierte.
Sein Name leitet sich vom deutschen Adjektiv abstrakt ab. Die Falschschreibung begründet er unter anderem mit dem stilistischen Aspekt, dass er „die Idee [mochte], dass Absztrakkt bereits abstrakt ist“.

## Karriere
Sein Debüt gab Absztrakkt in Co-Produktion mit DJ Eule 2001 mit der EP Unscheinba aber Da des Undergroundlabels Put Da Needle To Da Records. Daraufhin folgten zunächst Features, z. B. auf den von Roey Marquis II. veröffentlichten Kompilationen Samsara (2003) und Momentaufnahmen 3 (2004). Dort erschien 2005 das Konzeptalbum mit Roey Marquis II.: Dein Zeichen!.
Da die meisten Tracks von Absztrakkt nicht offiziell veröffentlicht wurden, erschienen Ende 2008 Die Heiligen Rollen, Absztrakkts gesammelte Werke von 1998 bis 2008. 2009 folgte die LP Das Buch der drei Ringe und 2010 das X Tape, der erste gemeinsame Longplayer des X-Men Klans, der ebenfalls von Roey Marquis II. produziert wurde.
Am 21. Dezember 2012 veröffentlichte Absztrakkt auf seinem Label 58Muzik das 80-minütige Mixtape Mikkelangelo, das unveröffentlichtes Material aus den Jahren 1998–2005 sowie diverse Sampler- und Featurebeiträge aus den Jahren 2002–2012 enthält und frei zum Download verfügbar ist.
Das Label 58Muzik wurde im Jahr 2001 von Absztrakkt, DJ Eule und R.u.f.f.k.i.d.d. ins Leben gerufen und wurde 2008 offiziell als Label eingetragen.
Am 17. Oktober 2014 erschien das in Kollaboration mit Snowgoons produzierte Album Bodhiguard. Das Album ist ein Konzeptalbum, das in Anlehnung an den Film Bodyguard entstand. Es enthält Samples aus dem Film. Das Album stieg auf Platz 37 der Charts ein.
Im Mai 2015 erschien die bereits 2009 produzierte LP Das Buch der drei Ringe in einer limitierten Version auf rotem Vinyl.
Ebenfalls 2015 erschien das Kollaborationsalbum Waage & Fische mit dem Rosenheimer Rapper Cr7z, welches sowohl auf CD als auch als Vinyl erhältlich ist und in Deutschland und in der Schweiz in die Charts einziehen konnte.
Nach der Trennung vom alten Label ist der gebürtige Kärntner seit 2016 einer der Künstler bei dem Label Einige der Wenigen.
2018 schloss sich Absztrakkt mit Gory Gore, Illstar und dem Produzenten Choplin zu der Formation Chidvillas zusammen. Im Oktober des gleichen Jahres brachten sie ihr erstes gemeinsames Studioalbum Magische Kunst heraus, welches sich mit Spiritualität und gesellschaftlichen Entwicklungen auseinandersetzt.
Mitte 2019 kündigte Absztrakkt sein neues Studioalbum Abszolut an, der erste Track „Ehre über Ruhm“ wurde in einem Video am 16. August 2019 auf YouTube veröffentlicht. Abszolut erschien am 6. September 2019 auf Einige der Wenigen.
Am 19. Oktober 2019 erschien die Trimurti EP mit Absztrakkt als Teil der Sadhu Militia, ein internationaler Zusammenschluss mit Künstlern aus über 20 Ländern mit spirituellen Textinhalten. Absztrakkts Partner bei dem Trimurti Projekt war der Kolumbianer Mighty Kalipssus und produziert wurde die gesamte EP von Anahata Beatspeaker aus den USA.
Daraufhin folgte im ersten Quartal 2020 die Gutsheer EP, die Absztrakkt zusammen mit der Sängerin Infinet Helskin unter dem Projektnamen Nordlicht auf den Viking-/Nordic-Folk-Instrumentalen des dänischen Produzenten Danheim veröffentlichte. Dabei wurde Lyrik im typisch modernen Rapstil auf Nordic-Folk-Produktionen gelegt.
Im Februar 2021 veröffentlichte Absztrakkt auf seiner Facebook-Seite das Cover des am 30. April 2021 erschienenen Albums Asmegin, in welchem er zum letzten Mal als Absztrakkt und anschließend nur noch als Galstarr in Erscheinung tritt. Dennoch veröffentlichte er im Jahr 2023 den Track Tabernakel sowie das Album Das Solarkonglomerat (Die 100 Strahlen).
Galstarrs erster musikalischer Auftritt nach Asmegin fand statt auf dem Kollaborationstrack Ich mach da nicht mit von der Rapformation Rapbellions. Sein eigenes Veröffentlichungsdebüt lieferte er am 2. Januar 2022 mit Kollektive Herz Einheit, der sogenannten Lokkdaun EP. Diese sechs Track starke EP wurde komplett produziert vom ManaGaldr Stamm.
Im Zuge einer Comic-Geschichte des Dresdner Verlages Hydra Comics, mit Galstarr als eine der Hauptfiguren, veröffentlichte er am 1. Oktober 2022 das Lied Die Köpfe der Hydra. Ein Stück, welches sich thematisch auf die gezeichnete Bildgeschichte bezieht. Dieses Lied ist auch eine der dreizehn Anspielstationen auf seinem am 27. Oktober 2023 erschienenem Album Weitverzweigt.
Am 5. Mai 2024 brachte er zusammen mit Ghettofaust die EP Wu-Krautz heraus, auf der als Features die Wu-Tang Clan Mitglieder Inspectah Deck, Ghostface Killah, Killah Priest, Cappadonna und Masta Killa zu hören sind. Für die Beatproduktion dieses Projektes war ausschließlich Snake Vs Crane verantwortlich.
Sein zweites Studioalbum unter dem Pseudonym Galstarr erscheint am 21. März 2025 und trägt den Titel Halbdeutscher Waldläufer. Wie schon in der vorausgegangenen EP reihen sich hier diverse Wu-Tang Clan Mitglieder in die Titelliste als Gäste mit ein. Eine Besonderheit dieses Albums besteht darin, dass er auch selbst als sein Alter Ego Absztrakkt als Feature auf diesem Album vertreten ist.

## Kontroversen
Nach der Videoveröffentlichung des Songs Walther wurden Textzeilen von Hörern als nationalistisch eingestuft und eine Nähe zu „besorgten Bürgern“ unterstellt. Dabei ging es vor allem um die Zeilen „Verfluchte Moralisten, die versuchen Stimmung zu machen / Ja, was?! Ich bin Deutscher! Ihr Heuchler tragt die Nettigkeitsmasken“, „Dieses Land kriegt jetzt endlich wieder Männer die sich wehren“ oder auch „Es ist meine Bürgerpflicht eine Stimme zu sein / gegen die geplante Unterdrückung und die Gesinnungspolizei“ und „Ich mach mir Sorgen, denn der Niedergang dieses Landes lässt mich immer mehr abdriften in den Widerstand“. Zudem bezieht er sich augenscheinlich in der ersten Zeile des Songs auf die buddhistische Extremistengruppe 969, die in Myanmar mit Überfällen, Plünderungen und Morden gegen die muslimische Minderheit des Landes vorgeht („Es sind 108 Schuss in der Walther 969 / Radikale Buddhisten werden Freigeist und Dharma beschützen“). In einem Post auf Facebook wies er diesen Vorwurf von sich: Die „9.6.9. im Song bezieht sich auf die drei buddhistischen Zufluchtsjuwelen Buddha, Dharma und Sangha“, so Absztrakkt.
Absztrakkt selbst distanziert sich einerseits von „Nazis oder ähnlichen Gruppierungen“, andererseits ist er auf Kritik, die sich auf konkrete Zeilen wie oben genannte bezieht, inhaltlich bisher nicht eingegangen. Am 18. Juni 2016 veröffentlichte er den Song Wer mich verkennt soll sich verpissen.
In diesem Song wirft er seinen Kritikern vor, ihn absichtlich nicht verstanden zu haben. Inhaltlich geht er auf ihre Vorwürfe erneut nicht ein und gibt zu verstehen, wie er mit kritischen Stimmen umgeht: „wenn jemand was verfasst, das mir nicht passt, lösche ich das. / Also geht mir nicht auf den Sack mit eurem geistigen Müll. Meine Aufgabe besteht nicht darin, eure Erwartungen zu erfüllen. / Ihr könnt ja über mich schreiben, was ihr wollt. Das macht ihr ja eh. / Aber dann da, wo ich's nicht seh, denn dann tut mir das nicht weh.“
Dies äußert sich auch in einer Zeile, die er schon 2009 in Blüten und Dornen rappte: „Wenn ich für dich ein Nazi bin, bist du für mich nur ein Jude. Merkst du […] wie dieses Scheissverhalten nur dazu führt, dass wir uns weiter spalten?“
In anderen Zeilen trifft er homophobe und verschwörungsideologische Aussagen: „Doch wenn ich hier jetzt laut sage, Frauen fühlen sich alleine auf der Straße nicht mehr wohl, dann ist das was schlimmeres, als wenn ich sag, im Bundestag sprechen kinderfickende Schwuchteln auf Crystal Meth. Blickste des?“ und „2009 hab ich dich […] schon gewarnt vor der NWO.“
Diese Tendenz setzte sich auch in seinem Lied Eiserne Fronten fort, welches er als sein Alter Ego Bodhi Balboa veröffentlichte. Aussagen wie: „Sie schaffen Geld aus dem nix und vereisen die Konten […] Sie gehen an die Meinungsfreiheit schaffen eiserne Fronten“ treffen auf fragwürdige Statements, die auf den, in verschwörungstheoretischen Kreisen propagierten, Selbsthass der Deutschen anspielt: „Die Gesellschaftspädagogik dieser Weltmachtsmafiosis […] Sie ist verantwortlich für den Selbsthass meiner Homies.“ Auch vor Aussagen, die besonders aus rechtsideologischen Kreisen bekannt sind und darauf aufmerksam machen sollen, dass man sich nicht zu seiner Nationalität bekennen dürfe, macht Absztrakkt keinen Halt: „Ja in Deutschland darf man alles sein, außer ein Deutscher.“
Auf dem 2020 erschienenen Album Ares des vom bayrischen Landesamt für Verfassungsschutz als Rechtsextremist eingestuften Rappers Chris Ares tritt Absztrakkt mit einem Gastbeitrag in Erscheinung.

## Diskografie
- Absztrakkt & DJ Eule – Unscheinba aber da (12 Inch Vinyl Maxi), 2001
- Absztrakkt & Roey Marquis II. – Dein Zeichen! (Album-CD), 2005
- Absztrakkt & SnakeVsCrane – Chambermukke (Online-EP), 2008
- Absztrakkt – Das Buch der drei Ringe (Album-CD / Vinyl), 2009
- (Absztrakkt bei) X-Men Klan & Roey Marquis II. – X Tape (Mixtape / Album-CD), 2010
- Marcello & Absztrakkt – Ein Fenster zur Straße (Online-EP), 2011
- Absztrakkt – Diamantgeiszt (Album-CD / Doppel-Vinyl), 2011
- Absztrakkt – Die Heiligen Rollen (Diamant Edition) (Online Mixtape), 2012
- Absztrakkt – Mikkelangelo (Online Mixtape), 2012
- Absztrakkt & Sizemen – Training ist alles (Online-Mixtape), 2013
- Absztrakkt & Snowgoons – Bodhiguard (Album-CD), 2014
- Absztrakkt & CR7Z – Waage & Fische (Album-CD), 2015
- Absztrakkt – Das dritte Ohr (Online-Mixtape), 2016
- Absztrakkt – DpcbeMdmB (Die psychosoziale, chemische, biologische und elektromagnetische Manipulation des menschlichen Bewusstseins) (Online-Mixtape), 2017
- Absztrakkt als Bodhi Balboa – Mama sagt knock ihn aus (Album-CD / Vinyl), 2018
- (Absztrakkt bei den) Chidvillas – Magische Kunst (Album-CD), 2018
- Absztrakkt – Abszolut (Album-CD), 2019
- (Absztrakkt bei der) Sadhu Militia – Trimurti (Online-EP), 2019
- (Absztrakkt bei) Nordlicht – Gutsheer (Online-EP), 2020
- Absztrakkt – Kopfikk (Online Mixtape), 2021
- Absztrakkt – Asmegin (Album-CD), 2021
- (Galstarr bei den) Rapbellions – Goldlöwen Sampler (Album-CD), 2021
- Galstarr – Kollektive Herz Einheit (Lokkdaun-EP), (Online-EP), 2022
- (Galstarr bei den) Rapbellions – Bisschen mehr Rapbellions Sampler (Album-CD), 2022
- Galstarr vs Absztrakkt (Online Mixtape), 2023
- Absztrakkt – Das Solarkonglomerat (Die 100 Strahlen), 2023
- Galstarr – Weitverzweigt (Album-CD / Kassette[21]), 2023[22]
- Ghettofaust & Galstarr – Wu-Krautz (Online-EP), 2024[23]
- Galstarr – Halbdeutscher Waldläufer (Album-CD / Kassette), 2025[24]

## Videos
- Einfacher Mönch, 2009
- X-Men Klan & Roey Marquis II. – Einige der Wenigen, 2009
- Absztrakkt, Gory Gore & R.u.f.f.k.i.d.d. – Rundschau Sampler (Splitvideo), 2010
- X-Men Klan & Roey Marquis II. – X-Tape (Splitvideo), 2010
- Der Edle 8fache Part, 2011
- Diamantgeiszt / Schützer des Glüx (Splitvideo), 2011
- Egoszhooter / Geist ist geil (Splitvideo), 2011
- Marcello & Absztrakkt – Augenlieder, 2011
- Classic Material, 2012
- Snowgoons feat. Absztrakkt – Von der Hand in den Mund, 2012
- Strahlenglansz (Schnall die Message Nr. 05), 2012
- QuestGott feat. Absztrakkt – Jesus Questus, 2013
- 5.8. A.L.L. S.T.A.R.S. – Independent Day, 2013
- I shot the Sheriff, 2014
- Absztrakkt, Questgott, R.u.f.f.k.i.d.d. & Defekt36 – Tru Masta Kill, 2014
- In allen Zeiten und Welten, 2014
- Absztrakkt & Cr7z – Bodhishinobi, 2014
- Stadt des Lichts, 2014
- Präsenzkraft (DJ s.R. Remix), 2014
- Karma Apache, 2015
- Der Einzigste, 2015
- Anahata, 2015
- Y.O.G.A, 2015
- Lederner Gürtel, 2018
- Eiserne Fronten, 2018
- Das Buch der Scheidewege, 2018
- Immer wieder, 2018
- Chidvillas – Die edlen 4 Wahrheiten, 2018
- Chidvillas – Quelle des Zorns, 2018
- Chidvillas – Leben, 2018
- Absztrakkt feat. Ukvali & Chris Ares – Sündenpfuhl der Macht, 2019
- Ehre über Ruhm, 2019
- Abszolut, 2019
- Schöpferkraft, 2019
- Ich eröffne das Feuer, 2021
- (Galstarr bei den) Rapbellions – Ich mach da nicht mit, 2021
- Galstarr – Elfenbeinturm, 2021
- (Galstarr bei den) Rapbellions – Goldlöwen, 2021
- Galstarr – Tal der Könige, 2021
- Galstarr – Megalith, 2022
- Galstarr – Sargnadel (Giftgrünes G), 2022
- Galstarr – Das Namenlose, 2022
- Galstarr – Die Köpfe der Hydra, 2022
- Galstarr – Orcrist, 2023
- Galstarr – Der herbste Typ der in Deutschland jemals ein Mic in die Hand genommen hat, 2023[25]
- Galstarr – Läuterungsfeuer, 2023[26]
- Galstarr – Wallfahrt, 2025[27]
- Galstarr feat. Killah Priest – Odins Speer, 2025[28]
- Galstarr – Stammhalter, 2025[29]